# Łukasz Niedziałek
Łukasz Niedziałek (15 de marzo de 2000) es un deportista de Polonia que compite en atletismo. Ganó una medalla de bronce en el Campeonato Europeo de Atletismo Sub-20 de 2019, en la prueba de 10 km marcha.